# هيمان ر. سميث
هيمان ر. سميث هو سياسي أمريكي، ولد في 1795 في هينسبورغ في الولايات المتحدة، وتوفي بنفس المكان في 1 سبتمبر 1861. نشط حزبياً في الحزب الوطني الجمهوري ‏. وقد انتخب عضو مجلس نواب فيرمونت ‏.